# Katty Pallàs
Catalina Pallàs (Manuel, 1965), conocida como Katty Pallàs o Katy Pallàs, es una filóloga inglesa, docente, activista por los derechos LGTBI y escritora española que destaca por presidir la Asociación de Familias LGBTI desde 2012 y haber presidido también la Red Europea de Familias LGBTI. Así pues, representa a las familias LGBTI en el Consejo Nacional LGBTI y en el Consejo Municipal LGBTI de Barcelona.

## Biografía
Katty Pallàs nació en un pequeño pueblo de la comarca de la Ribera Alta, en la Comunidad Valenciana, donde vivió hasta los 20 años. Según ella misma ha comentado, vivió difícilmente su orientación sexual en un entorno rural hasta que inició su vida universitaria. Sin embargo, a pesar de tener “un círculo de seguridad con personas LGTBI”, sus inicios laborales en la docencia no fueron fáciles. Trabajó en escuelas privadas, donde tuvo que esconder su lesbianismo. A sus 38 años se trasladó a Barcelona y empezó a trabajar en un instituto público.
En la línea educativa, es defensora de la coeducación y realiza talleres y charlas sobre la realidad del colectivo LGBTI a familias y otros maestros.
Licenciada en Filología Inglesa, es una profesora de secundaria con amplia trayectoria docente. Publicó la colección infantil Contalles de l'Alba para proporcionar a futuros lectores algunas referencias de visibilidad e inclusión de lo diverso.
Es partidaria de explicitar en el aula que los personajes históricos LGBTI lo son, como los escritores Maria Mercè Marçal Serra y Federico García Lorca.

### Vida personal
Pallàs es lesbiana. Se casó con Inmaculada Lluesma en el 2006, un año después de aprobarse el matrimonio homosexual en España. Se embarazó, y tuvo un hijo entre 2007 y 2008. Por lo que respecta al proceso del embarazo, denunció la carencia de recursos para las mujeres lesbianas en la sanidad pública y la presunción general que formaba parte de una pareja heterosexual.

## Publicaciones
- Contalles de l'Alba